# Vicente Camacho y Moya
Vicente Camacho y Moya (* 8. Juni 1886 in Guadalajara, Jalisco, Mexiko; † 18. Februar 1943 in Villahermosa, Tabasco) war ein mexikanischer Geistlicher und Bischof von Tabasco.

## Leben
Vicente Camacho y Moya studierte Katholische Theologie und Philosophie am Seminario Mayor Guadalupano. Camacho y Moya empfing am 5. Dezember 1909 durch den Erzbischof von Guadalajara, José de Jesús Ortíz y Rodríguez, das Sakrament der Priesterweihe. 1917 wurde er Pfarrer in Guadalajara.
Am 14. Februar 1930 ernannte ihn Papst Pius XI. zum Bischof von Tabasco. Der Erzbischof von Guadalajara, Francisco Orozco y Jiménez, spendete ihm am 7. Mai desselben Jahres in der Kathedrale Señor de Tabasco in Villahermosa die Bischofsweihe; Mitkonsekratoren waren der Bischof von San Luis Potosí, Miguel María de la Mora y Mora, und der Bischof von Zacatecas, Ignacio Placencia y Moreira.